# 100萬隻貓
《100萬隻貓》（英語：Millions of Cats）是一部美國繪本，初版於1928年，圖文皆由汪達·佳谷創作。1929年榮獲紐伯瑞獎銀獎，是少數獲得此一獎項的繪本之一。
《100萬隻貓》對於之後的美國繪本影響甚鉅:11。

## 情節概要
從前，有一對老夫妻住在一棟小房子裡。老太太想要一隻貓，於是老先生便出門翻山越嶺去找貓，最後找到一處遍地是貓的山地，有好幾百隻、好幾千隻、好幾百萬隻、好幾億隻、好幾兆隻貓。於是老先生把這些貓全都帶回來，但老太太表示只想要一隻貓而已，老先生問群貓：「你們當中誰最漂亮？」，結果引發群貓之間的鬥毆，這些貓你吃我、我吃你，結果全都被吃掉了。最後老夫妻在草叢裡發現了一隻因沒有參與鬥毆而倖存下來的小貓，和他們作伴。

## 創作
《100萬隻貓》的創作緣起於汪達·佳谷與出版社編輯厄妮絲汀·伊凡斯的接觸，在對方的建議下，佳谷在過去寫的故事的基礎上創作了這部繪本:91。
原版繪本上的文字出於佳谷弟弟之手。

## 評價
英國兒童文學評論家約翰·洛威·湯森在《英語兒童文學史綱》中評價說：「汪達·佳谷創作了一本無可挑戰的經典圖畫書……《100萬隻貓》完全是黑白的，證明了色彩對一本成功的圖畫書並不是最重要的」:169-170。

## 榮譽
- 1929年，紐伯瑞獎銀獎[1]
- 1958年，路易斯·卡洛書架獎（英语：Lewis Carroll Shelf Award）[1]
- 入選紐約市公共圖書館「每個人都應該知道的100種圖畫書」[1]
- 入選日本兒童文學者協會（日语：日本児童文学者協会）編《世界圖畫書100選》[1]